# NGC 332
NGC 332 (również PGC 3511 lub UGC 609) – galaktyka soczewkowata znajdująca się w gwiazdozbiorze Ryb. Odkrył ją Lewis A. Swift 22 października 1886 roku.